# Światowy Dzień Zwierząt

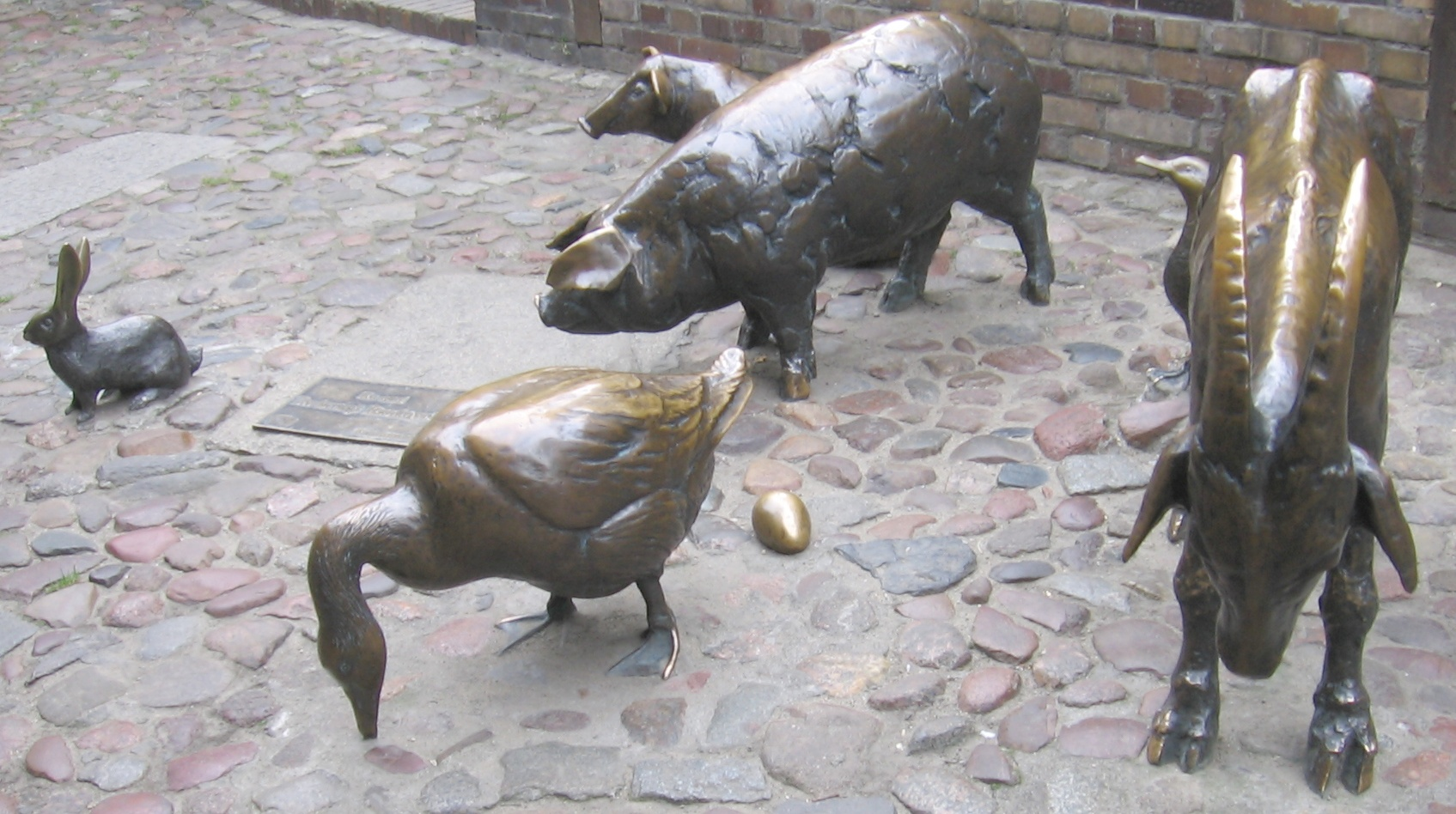
Pomnik „Ku czci Zwierząt Rzeźnych” we Wrocławiu

Światowy Dzień Zwierząt (ang. World Animal Day) – święto obchodzone corocznie 4 października w dzień wspominania w Kościele powszechnym św. Franciszka z Asyżu, patrona zwierząt, ekologów i ekologii.
Św. Franciszek w stosunku do człowieka i przyrody wyrzekł się chęci dominacji oraz wyznawał ideę braterstwa wszystkich stworzeń. Głosił, że wszyscy mieszkańcy Ziemi są braćmi, bez względu na charakter, poglądy, narodowość, stan majątkowy i każdy, kto prosi o pomoc, wróg czy przyjaciel powinien być wysłuchany i przyjęty.
Światowy Dzień Zwierząt został ustanowiony w 1931 roku na konwencji ekologicznej we Florencji i rozpoczyna Światowy Tydzień Zwierząt (World Animal Week) trwający do 10 października.
Obchody Dnia mają na celu zmienić zachowanie ludzi w stosunku do zwierząt i uświadomienie im, że zwierzę to istota żywa, a nie rzecz i ma swoje prawa.
Obchody celebrują organizacje ekologiczne i działające na rzecz ochrony zwierząt, organizacje non-profit, a także wegetarianie. Są to m.in.:
- Ludzie na rzecz Etycznego Traktowania Zwierząt (PETA),
- Animal Aid,
- EFFATA – Stowarzyszenie Inicjatyw Społecznych,
- Towarzystwo Opieki nad Zwierzętami w Polsce (TOZ),
- Fundacja Viva!

Po raz pierwszy Światowy Dzień Zwierząt został zorganizowany w Polsce w 1993 roku.
Podczas obchodów organizatorzy zwracają uwagę społeczeństwu na los bezdomnych zwierząt, znęcanie się nad zwierzętami, warunki bytowe w schroniskach, sterylizację bezdomnych zwierząt oraz nielegalne hodowle psów szkolonych do walk. Rokrocznie podczas Światowego Tygodnia Zwierząt TOZ zachęca do adoptowania zwierząt, organizując w schroniskach Dni Otwartych Drzwi.

## Święta pokrewne

### Na świecie

#### Światowy Dzień Zwierząt Hodowlanych(2 października)
Dzień ten często łączony jest z obchodami Światowego Dnia Wegetarianizmu jako dnia promocji sposobu odżywiania wolnego od okrucieństwa wobec istot żyjących. Obchodzony jest w rocznicę urodzin Mahatmy Gandhiego (1869–1948), pioniera wegetarianizmu.

#### Tydzień Modlitw za Świat dla Zwierząt(październik)
Tydzień ten mógł być zainicjowany przez nieistniejącą już Międzynarodową Sieć dla Religii i Zwierząt (ang. International Network for Religion and Animals, INRA), założoną w 1985 roku przez nieżyjącą już Virginię Bouraquardez (znaną jako Ginnie Bee).
ang. World Week of Prayer for Animals obchodzony jest w pierwszy pełny tydzień października oraz kolejne dni, w zależności od zaangażowania Kościoła, włączając w to święto św. Franciszka.

#### Światowy Dzień Zwierząt Laboratoryjnych(24 kwietnia)
Międzynarodowy Dzień Przeciwko Wiwisekcji został uznany przez Organizację Narodów Zjednoczonych jako dzień upamiętnienia zwierząt laboratoryjnych.

#### Międzynarodowy Dzień Praw Zwierząt(10 grudnia)
ang. International Animal Rights Day (IARD) obchodzony corocznie 10 grudnia z poszanowaniem Światowej Deklaracji Praw Zwierząt uchwalonej 21 września 1977 roku w Londynie przez Międzynarodową Federację Praw Zwierzęcia (zał. 2 kwietnia 1977 w Genewie) i przedstawioną UNESCO, która podpisała Deklarację w tym samym roku, aby bronić maltretowane zwierzęta. Na obchody Dnia nieprzypadkowo wyznaczono 10 grudnia. Jest to dzień ratyfikacji przez Zgromadzenie Ogólne ONZ w 1948 roku Powszechnej Deklaracji Praw Człowieka.
Lokalnie można spotkać inne terminy obchodów wynikające z innych przesłanek:
- Stany Zjednoczone – 6 czerwca (od 2011), ang. National Animal Rights Day,
- Polska – 22 maja (od 1997).

### W Polsce

#### Dzień Praw Zwierząt(22 maja)
Klub Gaja, dzięki swojej kampanii prowadzonej przez 2 lata, doprowadził do podpisania ustawy o ochronie zwierząt w 1997 roku, w której znalazł się przepis mówiący o tym, że „zwierzę nie jest rzeczą” i ustanowił 22 maja Dniem Praw Zwierząt, aby upamiętnić wprowadzenie niniejszego aktu prawnego w życie.

#### Miesiąc Dobroci dla Zwierząt(październik)
Październik jest miesiącem dobroci dla zwierząt.

#### Dzień Zwierząt(4 października)
27 października 2006 roku Sejm Rzeczypospolitej Polskiej podjął uchwałę w sprawie ustanowienia Dnia Zwierząt.

#### Dzień Ustawy o Ochronie Zwierząt(25 października)
Ustawa o ochronie zwierząt została podpisana 21 sierpnia 1997, a weszła w życie i zaczęła obowiązywać 24 października tegoż roku. 25 października obchodzony jest corocznie Dzień Ustawy o Ochronie Zwierząt.

#### Miesiąc sterylizacji(marzec)
Z kolei marzec jest w kraju miesiącem sterylizacji, aby zapobiec niekontrolowanemu rozrodowi zwierząt, ponieważ:

Tysiące zwierząt niechcianych, nowonarodzonych, corocznie poddawanych jest eutanazji, wyrzucanych w workach, kartonach do śmietników, w lesie, czy też humanitarnie przynoszone są do schronisk.